# Guerra de formatos
| Video VHS de JVC Video Betamax de Sony Video 2000 de Philips                                                                                          |
| La pugna entre tres formatos de video doméstico librada en la década de 1980 (resuelta a favor del VHS), es un buen ejemplo de una guerra de formatos |

Una guerra de formatos describe la situación que puede darse entre dos o más sistemas patentados de un mismo producto mutuamente incompatibles entre sí, que compiten por el mismo mercado. Históricamente, es un caso relativamente frecuente en los campos de los dispositivos de almacenamiento de datos y en los formatos de grabación utilizados por distintos medios electrónicos. A menudo, se caracteriza por la influencia política y financiera de los desarrolladores de las tecnologías sobre los medios de información. Las empresas se ven involucradas en una guerra de formatos cuando se oponen activamente o evitan los estándares técnicos interoperables de la industria abierta en favor de los suyos.
El surgimiento de una guerra de formatos se puede explicar porque cada proveedor está tratando de obtener réditos de una serie de intereses cruzados en un mercado bilateral. Por otro lado, también existe un comportamiento de la sociedad tendente a detener una guerra de formatos: cuando uno de los contendientes logra imponerse y se convierte en un estándar de facto, se resuelve un problema de coordinación para los usuarios del formato.

## 1800
- Guerra de anchos de vía en Gran Bretaña: El ancho de vía estándar frente al gran ancho de Brunel y al ancho escocés. Cuando se puso en servicio en 1830 el Ferrocarril de Liverpool y Mánchester, la primera línea férrea del mundo abierta al tráfico de viajeros, era difícil prever que la vertiginosa expansión de este medio de transporte en Gran Bretaña se viera condicionada por la dificultad que suponían los distintos anchos de vía utilizados a la hora de organizar una red de recorridos de larga distancia, que las crecientes velocidades de las locomotoras de vapor hacían posible. Aunque el problema del ancho en Escocia se resolvió con relativa facilidad a favor del ancho estándar a medida que las pujantes compañías del sur de Inglaterra se fueron expandiendo hacia el norte de la isla, el Great Western Railway (una poderosa compañía que explotaba la red estructurada alrededor de la línea de gran ancho entre Londres y Bristol que abarcaba la mayor parte del sur de Inglaterra y de Gales), ofreció una obstinada resistencia a modificar el ancho de sus vías durante 46 años, a pesar de que a partir de la Ley Reguladora del Ancho de Vía de 1846 (que instauraba oficialmente la obligación de utilizar el ancho estándar en todas las nuevas líneas), se sabía que había perdido la guerra de los anchos. El último tren de gran ancho circularía en 1892, sellando el final de un ambicioso sistema ferroviario, cuya pionera (y antieconómica) configuración inicialmente ventajosa, quedó rápidamente obsoleta por el acelerado progreso de las locomotoras de vapor.[2]
- Ancho de vía en América del Norte: El ancho de los estados del sur frente al ancho estándar en el norte. Durante el período inicial de construcción del ferrocarril, se adoptó el ancho estándar en la mayor parte del noreste de los Estados Unidos, mientras que en la mayoría de los estados del sur se prefirieron vías más anchas (posteriormente conocidas como vías de "ancho ruso", tras su adopción en aquel país). En 1886, los ferrocarriles del sur acordaron coordinar el cambio al ancho estándar en todas sus vías. En junio de 1886, prácticamente todos los principales ferrocarriles de América del Norte utilizaban el mismo ancho de vía.[3][4]

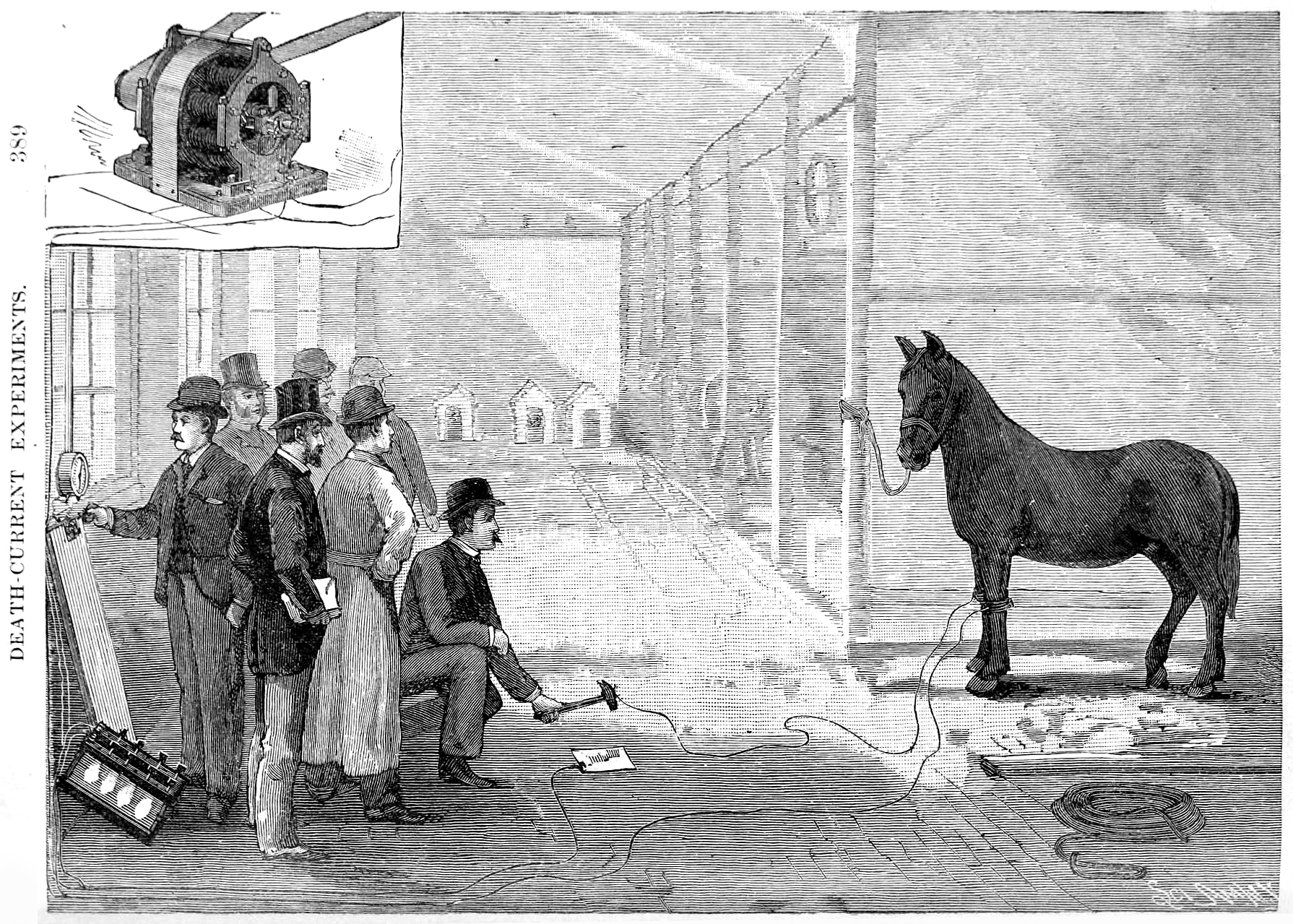
Guerra de las corrientes: Harold Brown demostró el poder letal de la CA a la Sociedad Médico-Legal de Nueva York electrocutando un caballo en el laboratorio de West Orange de Thomas Edison

- Corriente continua frente a corriente alterna: La década de 1880 vio la expansión de la iluminación eléctrica, con el desarrollo de grandes empresas suministradoras. Inicialmente, los sistemas funcionaban con corriente continua (CC) y corriente alterna (CA). La CC de bajo voltaje era utilizada para la iluminación interior, mientras que con la iluminación de arco exterior se usaba tanto CC como CA de alto voltaje.[5] Con la invención del transformador a mediados de la década de 1880, la corriente alterna podía incrementarse en voltaje para posibilitar la transmisión a larga distancia, y reducirse nuevamente para su uso doméstico, lo que convirtió a la CA en un estándar de transmisión mucho más eficiente que empezó a competir directamente con la CC en el mercado de la iluminación interior. La Edison Electric Light Company de Thomas Edison intentó proteger su mercado de CC en los Estados Unidos, que controlaba gracias a sus patentes, jugando con los temores del público sobre los peligros de la CA de alto voltaje, presentando a su principal competidor, la Westinghouse Electric Company de George Westinghouse, como proveedora de un sistema inseguro. Se estableció una feroz competencia financiera y de propaganda de ida y vuelta, que llegó a ser conocida como la guerra de las corrientes.[6] Finalmente prevalecería la CA gracias a su transmisión más económica, reemplazando a la CC.
- Cajas musicales: Varios fabricantes introdujeron cajas musicales que podían utilizarse con distintos discos de acero con melodías grabadas. Las principales marcas fueron Polyphon y Symphonion en Europa, y Regina en Estados Unidos. Cada fabricante utilizó su propio conjunto único de tamaños de disco (que variaba según el modelo exacto comprado). Esto aseguraba que una vez comprada una caja de música, se tenían que comprar los discos de música del mismo fabricante.[7]

## 1900
- Pianolas: En un marcado contraste con casi todos los demás medios de entretenimiento posteriores, en este caso se evitó una posible guerra de formatos que hubiera afectado a los rollos de papel con música para pianolas. Para ello, los líderes de la industria acordaron un formato común en la Convención de Buffalo (celebrada en Buffalo, Nueva York, en 1908). El formato acordado fue un rollo de 11,25 pulgadas (28,6 cm) de ancho, lo que permitió reproducir cualquier rollo de música en cualquier pianola, independientemente de quién los hubiera fabricado.[8]

## 1910
|                                                                          |
| Anuncios de cilindros (1904) y de discos fonográficos (1920) de Columbia |

- Primeros formatos de grabación sonora: Cilindros frente a discos fonográficos. En 1877, Thomas Edison había inventado la grabación y reproducción de sonido, utilizando como soporte un papel de estaño envuelto alrededor de un cilindro. Unos años después, en 1888, introdujo el "cilindro Edison" recubierto de cera como formato de grabación estándar. Sin embargo, en la década de 1890 Emile Berliner comenzó a comercializar discos y los correspondientes aparatos reproductores, de forma que a finales de la década de 1890 los cilindros y los discos competían entre sí. Los cilindros eran más costosos de fabricar y la cera era frágil, pero la mayoría de los reproductores de cilindros permitían a su vez grabar sonidos. Por su parte, los discos ahorraban espacio y eran más baratos y resistentes, pero debido a la velocidad angular constante de su rotación, la calidad del sonido variaba notablemente cuando se leía el surco cerca del borde exterior y cuando se llegaba a la parte interior más próxima al centro. Además, los tocadiscos no podían realizar grabaciones. Finalmente, el desarrollo de las técnicas de fabricación masiva de discos y su mayor capacidad de almacenar sonido, hicieron que se convirtieran en el estándar de la música grabada, lo que supuso que los cilindros desaparecieran del mercado.[9]

## 1920

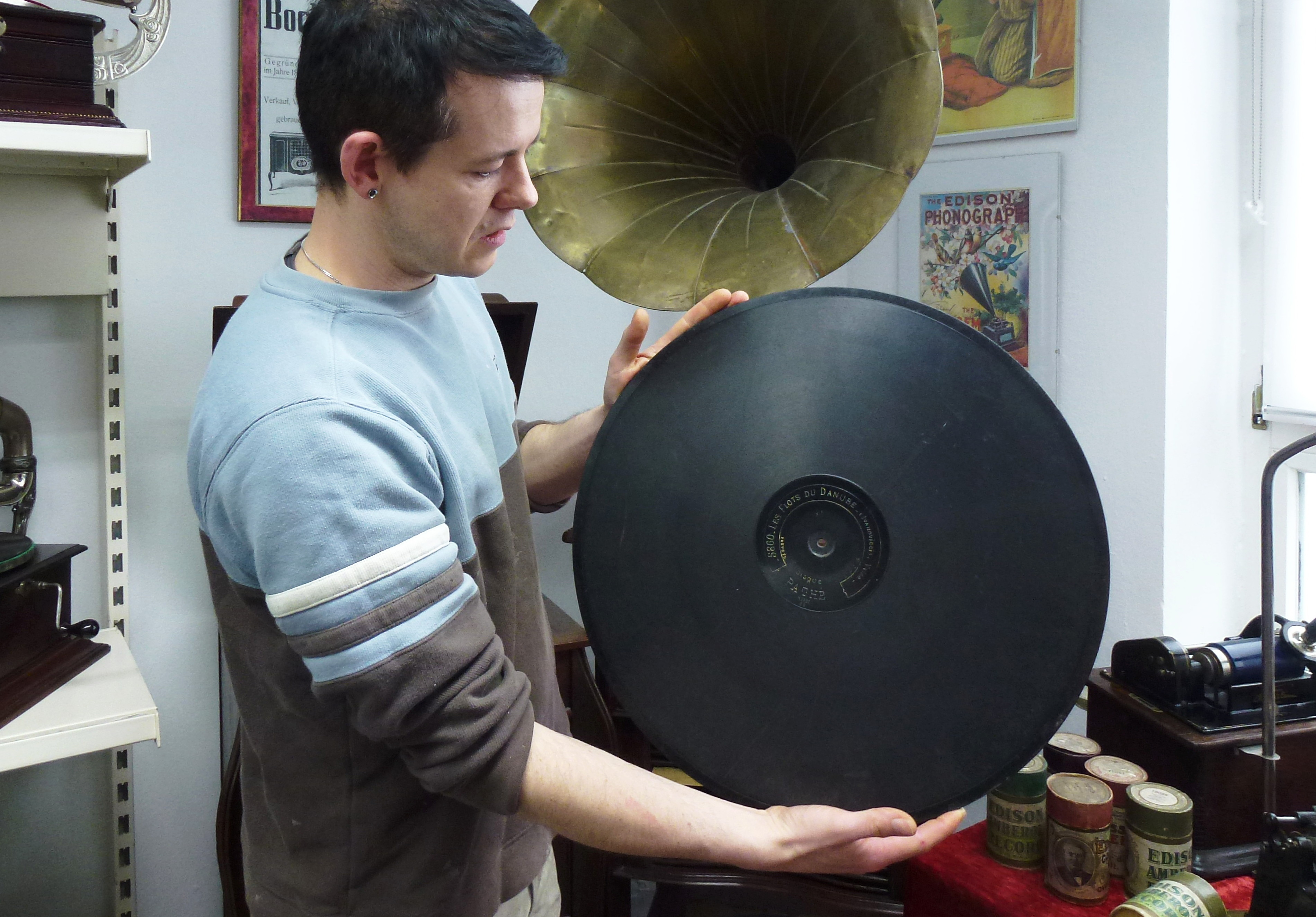
Disco Pathe de 50 cm de diámetro

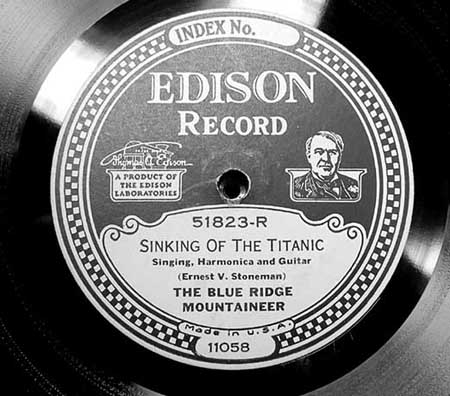
Diamond Disc producido por Edison

- Formatos de grabación de gramófono: Grabación de surcos con relieve lateral frente al sistema de surcos con relieve vertical. Cuando Edison presentó en 1912 sus discos "Diamond Disc" (reproducidos con una aguja de diamante en lugar de una aguja de acero), sus surcos estaban grabados verticalmente, como se había hecho en todos los cilindros, a diferencia de los discos de otros fabricantes, que estaban grabados lateralmente, lo que significaba que sus ranuras eran de profundidad constante y estaban moduladas transversalmente a lo largo del eje horizontal. Las máquinas diseñadas para reproducir discos de grabación lateral no podían reproducir discos de grabación vertical y viceversa. Pathé Records también adoptó el formato vertical para sus discos, publicados por primera vez en 1906, pero utilizando un surco muy ancho y poco profundo, que se reproducía con una aguja con una pequeña esfera de zafiro, que era incompatible con los productos de Edison. En 1929, Thomas Edison abandonó la industria discográfica y dejó de producir tanto discos como cilindros. Pathé había hecho una transición al formato lateral durante la década de 1920 y en 1932 abandonó definitivamente el formato vertical. No hubo una velocidad estándar para todos los discos hasta que las 78 rpm se generalizaron durante la segunda mitad de la década de 1920, aunque debido a que la mayoría de los tocadiscos podían ajustarse para funcionar a una gama bastante amplia de velocidades, la diferencia de velocidad no provocó una auténtica guerra de formatos. Algunos discos de Berliner Gramophone se reproducían a unas 60 rpm, mientras que algunos de los discos más grandes de Pathé, que tenían 50 cm (casi 20 pulgadas) de diámetro, se reproducían a 120 rpm, y los discos Diamond funcionaban a 80 rpm. Aparte de estos fabricantes, las velocidades en el entorno de las 70 rpm eran las más habituales.

Además, se produjeron varias "guerras de formato" menores entre marcas que usaban distintas velocidades (entre 72 y 96 rpm), así como radios de las puntas de las agujas que variaban de 0,0018 a 0,004 pulgadas (0,046 a 0,102 mm). Curiosamente, el tamaño finalmente adoptado de 0,003 pulgadas (0,076 mm) del radio de la punta de la aguja fue una solución de compromiso, ya que ninguna empresa lo utilizaba. Los tamaños más comunes eran de 0,0028 pulgadas (0,07 mm), utilizado por Columbia, y 0,0032 pulgadas (0,08 mm), utilizado por HMV/Victor.

## 1930
- Emisiones de televisión de 240 líneas frente a las de 405 líneas. En 1936, el Servicio de Televisión de la BBC empezó a transmitir por televisión desde el Alexandra Palace, en el norte de Londres.[11] Comenzaron utilizando dos estándares de televisión diferentes, que transmitían en semanas alternas. El sistema secuencial Baird de 240 líneas se emitió utilizando un aparato de barrido mecánico. En las semanas siguientes, EMI - Marconi transmitió en 405 líneas entrelazadas utilizando cámaras totalmente electrónicas. Los primeros receptores tenían que admitir ambos sistemas, lo que aumentaba su complejidad. La intención de la BBC era emitir con los dos sistemas uno al lado del otro durante una prueba de seis meses,para determinar cuál sería finalmente adoptado. La BBC descubrió rápidamente que el sistema EMI completamente electrónico tenía una calidad de imagen superior y menos parpadeo, y que el equipo de la cámara era mucho más móvil y transportable (las cámaras de película intermedia de Baird tenían que atornillarse al piso del estudio, ya que requerían suministro de agua y su drenaje). La prueba concluyó solo tres meses después de que los estudios de Baird perdieran la mayor parte de su equipo en un incendio.
- Películas fotográficas: Kodak introdujo en 1934 las carcasas de película de 35 mm,[12] con un tipo de perforaciones patentado. Rápidamente creció en popularidad y fue adoptado por la mayor parte de fabricantes de cámaras fotográficas de calidad media y alta, superando al formato 120 a finales de la década de 1960, y convirtiéndose en el tamaño de película fotográfica de mayor difusión, a pesar de la competencia de formatos como el 828, el 126, el 110 o el APS.

## 1940

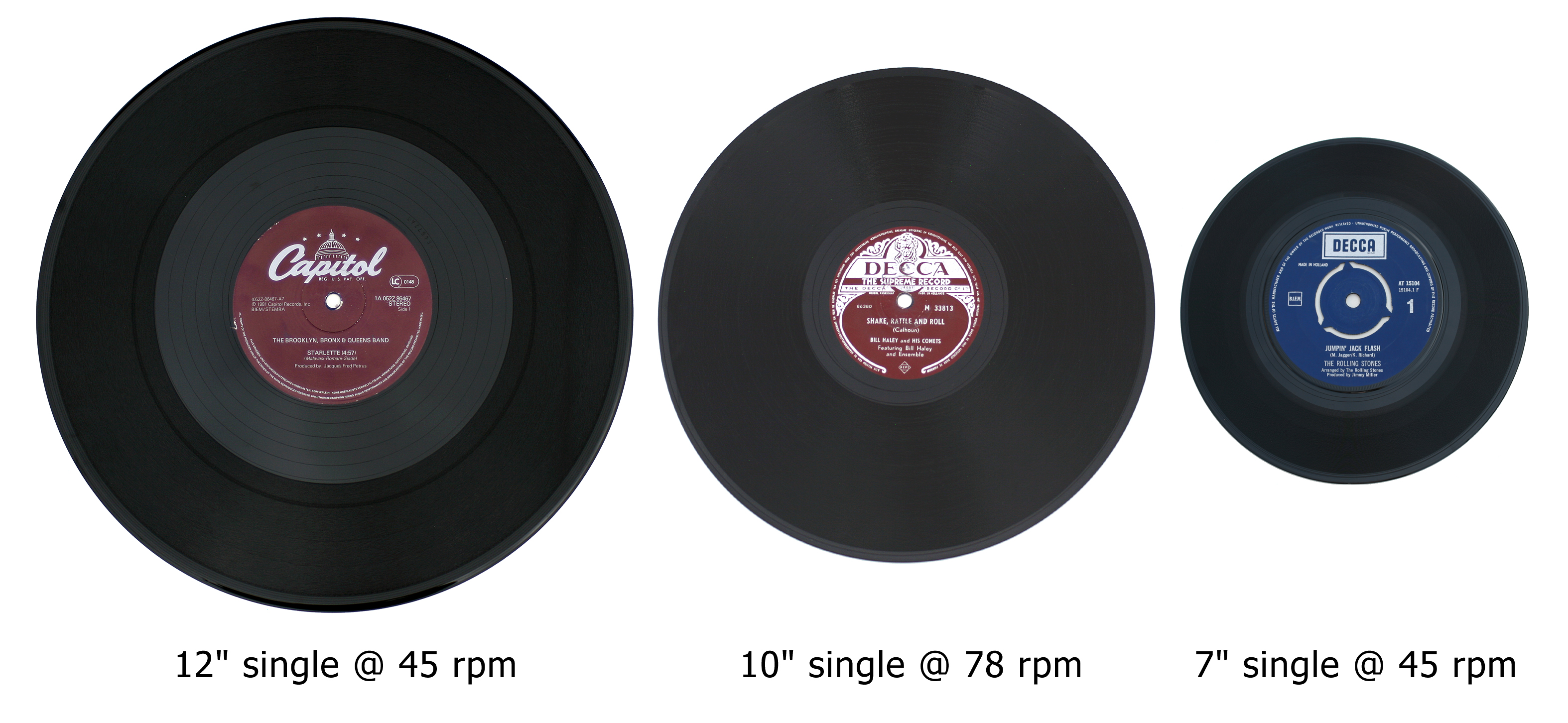
Distintos formatos de discos sencillos de vinilo: 12" y 45 rpm // 10" y 78 rpm // 7" y 45 rpm

- Discos de vinilo: El Long Play (LP) microsurco de 12 pulgadas a 33 rpm de Columbia Records (introducido en 1948), frente al disco de 7 pulgadas (17,8 cm) y 45 rpm de RCA Victor (lanzado en 1949). La batalla terminó porque cada formato encontró su propio nicho de marcado separado (el LP para grabaciones de música clásica, y el disco de 45 para el mercado de "sencillos" pop) y la mayoría de los tocadiscos nuevos eran capaces de reproducir ambos tipos.[13]
- El Comité del Sistema Nacional de Televisión NTSC se formó para resolver la incompatibilidad de formato existente entre el sistema RCA de 441 líneas de barrido original y los sistemas diseñados por DuMont Television Network y Philco.[14] En marzo de 1941, el comité emitió su plan para lo que ahora se conoce como NTSC, que ha sido el estándar para las señales de televisión en los Estados Unidos y la mayoría de los países influidos por los Estados Unidos hasta la introducción de los formatos de televisión digital y alta definición, con la adopción oficial del estándar ATSC el 12 de junio de 2009.

## 1950
- El Comité del Sistema Nacional de Televisión NTSC se volvió a convocar en enero de 1950 para decidir la revisión de su formato original para permitir la transmisión en color. Columbia Broadcasting System ofrecía opciones de formato competitivas que no eran compatibles con el formato NTSC existente.
- A principios de la década de 1950, se introdujeron sistemas eléctricos de 12 voltios en los automóviles en un esfuerzo por proporcionar más potencia de arranque para los motores de gran cilindrada que se estaban volviendo populares en ese momento. Los sistemas de seis voltios todavía eran populares, dada su amplia presencia en la década anterior. Sin embargo, los sistemas de 12 voltios se acabaron convirtiendo en el estándar de hecho.[15]

## 1960

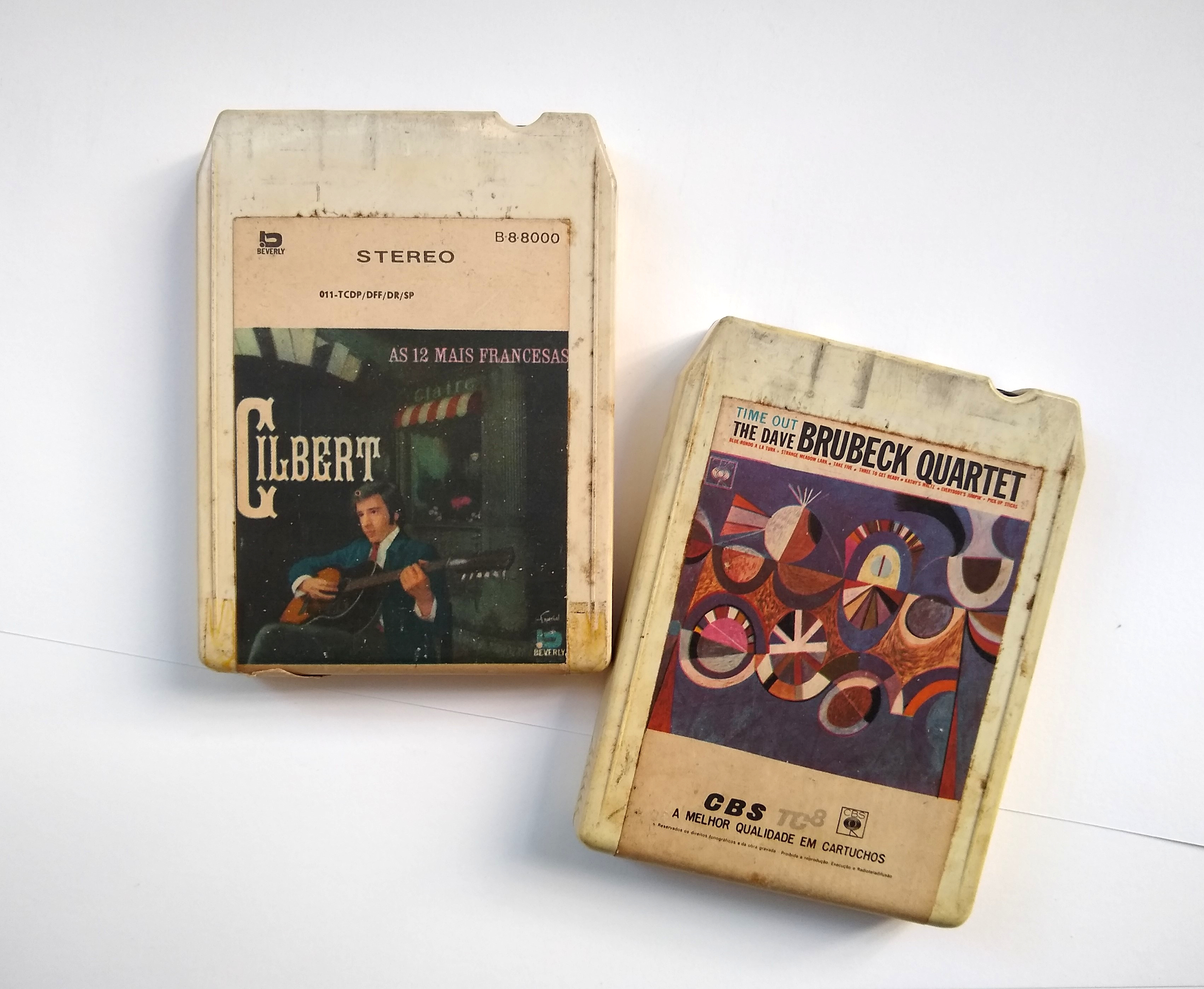
Cartuchos de 8 pistas

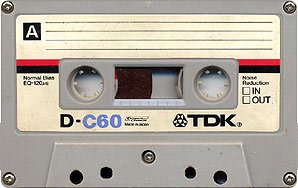
Casette

- Formatos de audio portátiles: Cartuchos de ocho y de cuatro pistas frente al cassete y al cassete de cinta DC-International (un sistema menos conocido presentado por Grundig). Si bien tuvieron bastante éxito a mediados y finales de la década de 1970, los cartuchos de 8 pistas finalmente perdieron la batalla debido a limitaciones técnicas, incluida la calidad de audio variable y la imposibilidad de rebobinarse. De manera similar, los formatos más pequeños de microcassete, desarrollados por Olympus, y de minicassete, desarrollados por Sony, fueron fabricados para aplicaciones que requerían una menor fidelidad de audio, como el dictado y los contestadores telefónicos.
- Formatos de transmisión de radio FM estéreo: El sistema Crosby y el sistema GE/Zenith. El sistema Crosby fue técnicamente superior, especialmente en la transmisión de señales estéreo claras, debido a su uso de una onda portadora en FM para sonido estéreo, en lugar de la onda en AM empleada por GE/Zenith. Muchas radios construidas en este período permitían al usuario seleccionar los modos de audición Crosby o GE/Zenith. Sin embargo, el sistema Crosby era incompatible con los servicios SCA más lucrativos, como la difusión inalámbrica particular para el interior de grandes comercios y la música de fondo. Los propietarios de estaciones de FM presionaron con éxito a la FCC para que adoptara el sistema GE/Zenith en 1961, que era compatible con SCA.

## 1970

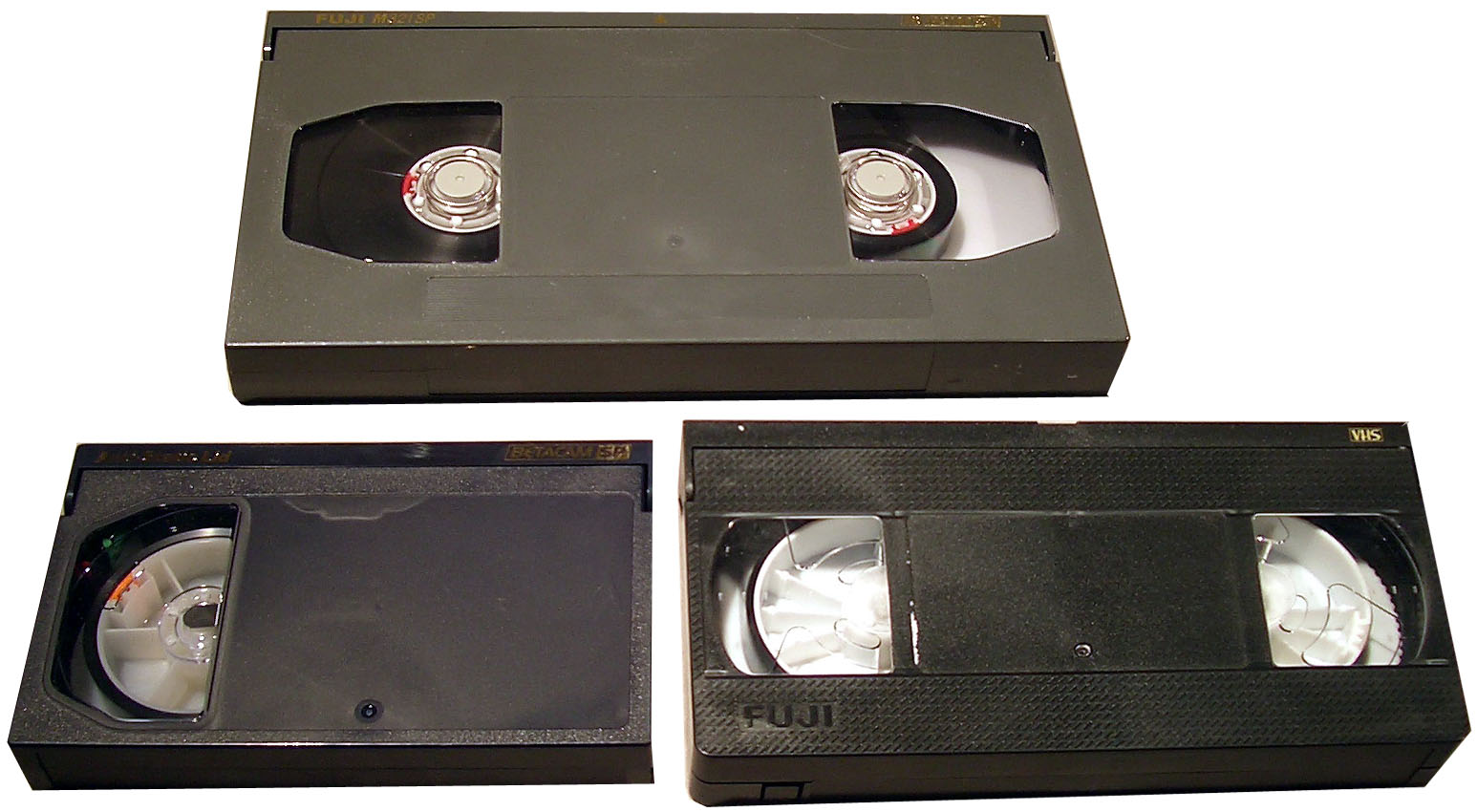
Dos cartuchos de cinta magnética Betamax y uno del sistema VHS (abajo a la derecha)

- Videograbadores domésticos: El VHS de JVC frente al Betamax de Sony y el Video 2000 de Philips. La guerra de formatos de cintas de vídeo analógicas comenzó en 1976, aunque ya en 1980 el sistema VHS controlaba el 70% del mercado norteamericano. La principal ventaja inicial del VHS era su mayor tiempo de grabación. Desde la perspectiva del consumidor, los cartuchos vírgenes del sistema VHS contenían más horas de grabación, y por lo tanto, eran menos costosos (véase Guerra de formatos de cintas de video).
- Varios métodos de codificación cuadrafónica: CD-4, SQ, QS-Matrix y otros. El costo (y los problemas de ubicación de los altavoces) del sistema cuadrafónico, cuando se combinaban con los formatos competidores, requerían varios demoduladores y decodificadores, lo que llevó a una desaparición temprana del sistema cuadrafónico, aunque la cinta de 8 pistas experimentó un impulso temporal desde la introducción del cartucho Q8 de 8 pistas. El sonido cuadrafónico regresó en la década de 1990 sustancialmente actualizado como sonido envolvente, pero incompatible con los antiguos aparatos.
- Los primeros dispositivos registradores de video de formato pequeño fueron las grabadoras portátiles EIAJ-1, que usaban un sistema de bobina abierta con cinta de 1/2 pulgada, la mayoría de las cuales venían equipadas con sintonizadores para poder grabar transmisiones de televisión. Estos aparatos nunca se hicieron populares en el mercado de consumo, pero encontraron su camino en la televisión educativa y fueron los pilares de las primeras estaciones de televisión de acceso público. La uniformidad del formato EIAJ-1 fue el resultado de la disputa entre Sony y Panasonic para intentar dominar este mercado. La existencia de la Asociación de Industrias Electrónicas de Japón (EIAJ) fue la respuesta de la industria electrónica japonesa a algunas posibles guerras de formatos.
- Formatos de disco de video no grabables: El Disco electrónico de capacitancia (CED), frente al LaserDisc (LD) y frente al VHD (Video High-Density). Todos estos formatos finalmente no lograron una aceptación generalizada, aunque el disco láser encontró un nicho de mercado de videófilos considerable, que apreciaban su imagen de alta calidad, posibilidad de seleccionar capítulos y presentación en pantalla ancha. Permaneció disponible hasta la llegada del DVD. La mayor parte de los consumidores prefirieron la cinta de video (que permitía grabar programas de televisión y hacer películas caseras), y convirtieron al VHS en el formato de video estándar de facto durante casi 20 años (más o menos desde 1982 a 2002).

## 1980

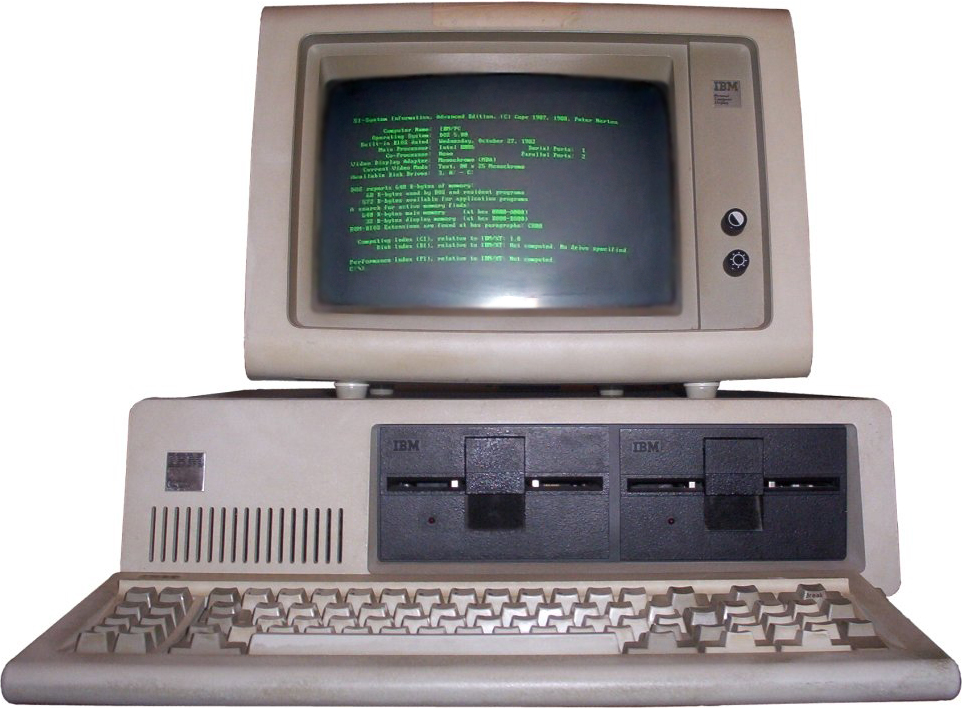
Un PC de IBM

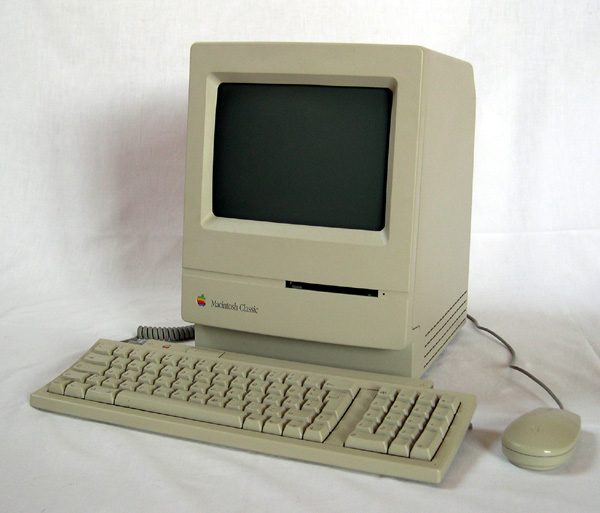
Un Macintosh de Apple

- Ordenadores domésticos: Estos equipos a menudo utilizaban periféricos incompatibles, como joysticks, impresoras o sistemas de grabación de datos (cintas o discos). Por ejemplo, si un usuario de un Commodore 64 necesitaba una impresora, tenía que comprar una unidad compatible con Commodore, o de lo contrario, se arriesgaba a no poder conectar la impresora a su computadora. De manera similar, los formatos de disco no eran intercambiables sin software de terceros, ya que cada fabricante (Atari, IBM, Apple,...) usaba su propio formato propietario. Gradualmente, los sistemas de juegos y computadoras se estandarizaron, generalizándose el uso del puerto de joystick Atari para joysticks y ratones (durante la década de 1980), el puerto paralelo para impresoras (mediados de la década de 1980), o el formato FAT12 derivado de MS-DOS para disquetes (mediados de la década de 1990).
- Sistema estéreo AM: Capaz de ofrecer una fidelidad equivalente a la FM, quedó marginado en los Estados Unidos por la presión de los formatos competidores durante la década de 1980, como el C-QUAM de Motorola que estaba compitiendo vigorosamente con otros tres formatos incompatibles, incluidos los de Magnavox, Kan/Hazeltine y Harris. Todavía se usa ampliamente en Japón, y las estaciones de transmisión en los Estados Unidos lo usan esporádicamente a pesar de la falta de equipos de consumo que lo respalden.
- Formatos de cintas S-VHS-C para videocámaras: Video8 frente al VHS-C y posteriores Hi8. Se convirtió en una extensión de la guerra entre los formatos de video VHS y Betamax, pero en este caso ninguno de los dos formatos "ganó" la batalla por conseguir una aceptación generalizada. Video8 tenía la ventaja en términos de tiempo de grabación (4 horas frente a 2 horas como máximo), pero a los consumidores también les gustó el VHS-C, ya que podía reproducirse fácilmente en sus videoconsolas domésticas, por lo que los dos formatos esencialmente acabaron dividiéndose el mercado de las videocámaras a partes iguales. Ambos formatos fueron reemplazados por sistemas digitales en 2011.
- Se utilizan varias versiones diferentes del cartucho de un cuarto de pulgada para la copia de seguridad de datos.
- Los conectores F de vídeo compuesto y RF (canal 3/canal 4) eran dos formas de conectar dispositivos de entretenimiento a los televisores. Esta competencia no era una guerra de formatos propiamente dicha, dado que la opción de RF era una adaptación necesaria para conectar tales dispositivos en televisores que no venían equipados con una entrada de video compuesto. RF era un sustituto notablemente inferior. La competencia entre estas opciones se manifestó principalmente como una competencia entre los fabricantes de televisores y sus modelos que ofrecían video compuesto.
- Arquitectura de Microcanal (MCA) frente a Arquitectura Estándar Extendida de la Industria (EISA). Hasta la introducción del sistema MCA, las computadoras personales se habían basado en un sistema de expansión de 16 bits, que más tarde sería bautizado como Arquitectura Estándar de la Industria (ISA). IBM presentó una nueva gama de computadoras personales con un nuevo sistema de expansión de 32 bits, al que llamaron MCA. Fue en este punto cuando el resto de la industria de las computadoras personales nombró ISA al sistema de expansión existente. IBM quería cobrar derechos de patente sustanciales de cualquier fabricante que deseara adoptar el sistema MCA (en gran parte, en un intento de recuperar el dinero que pensaban que se les debía debido a la clonación al por mayor de su 'PC' original, una tarea que fue muy simplificada por la naturaleza estandarizada de su diseño). Los competidores de IBM respondieron conjuntamente con la introducción del sistema de expansión EISA, que a diferencia del MCA, era totalmente compatible con las tarjetas ISA existentes. Al final, ni MCA ni EISA llegaron a ocupar una posición dominante, y en su lugar se adoptó el estándar PCI.
- Tarjetas de sonido de ordenadores domésticos: Ad Lib frente a Roland MT-32 y frente a Sound Blaster.

## 1990

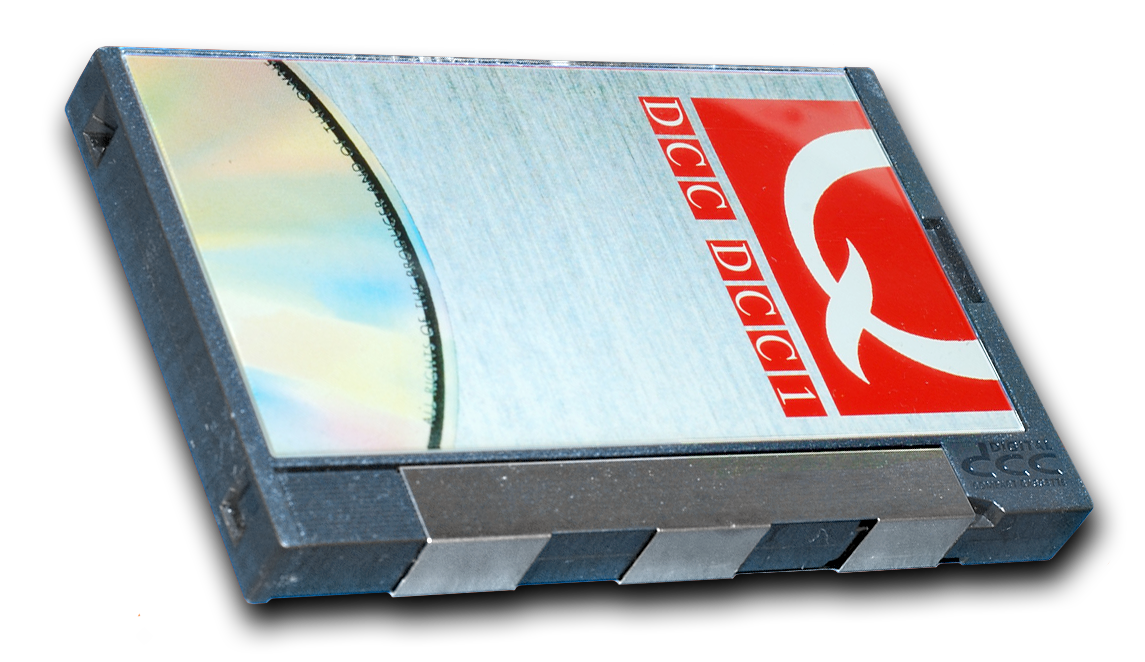
Digital Compact Cassette

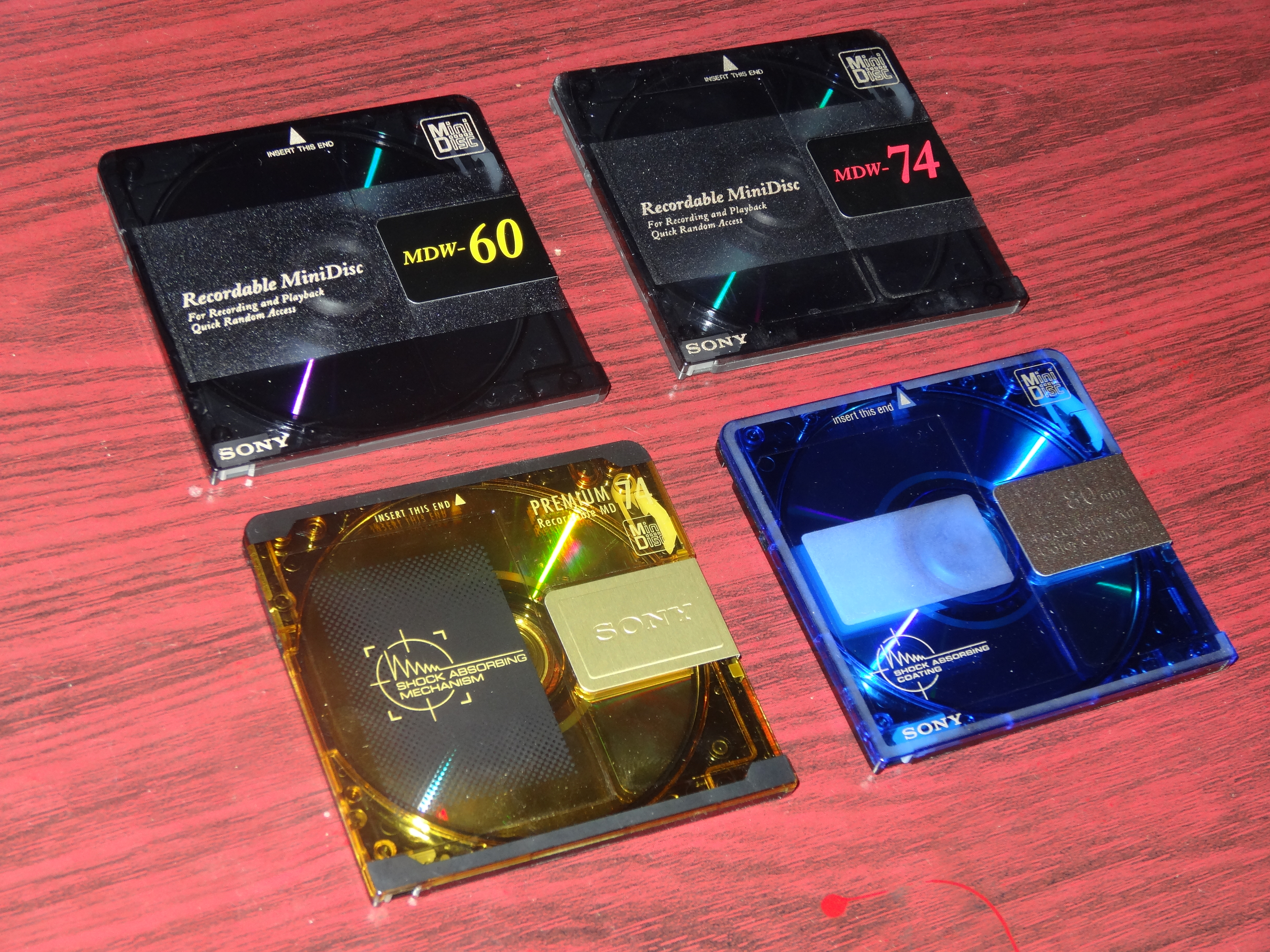
MiniDisc

- Casete compacto digital (DCC) de Philips frente al MiniDisc (MD) de Sony: Introducidos en 1992, ambos fueron un intento de llevar la grabación con calidad de CD al consumidor doméstico, dado que los CD-R asequibles no estuvieron disponibles hasta aproximadamente 1996. Las restricciones de las compañías discográficas, temerosas de las copias digitales perfectas, habían limitado un sistema digital anterior (el DAT), restringiéndolo al uso profesional. En respuesta a este problema, Sony introdujo el formato MiniDisc, que proporcionaba un sistema de control de copias que parecía disipar los temores de las compañías discográficas. Philips presentó su sistema DCC casi al mismo tiempo, utilizando el mismo sistema de control de copia. El DCC de Philips se suspendió en 1996, pero el MD se introdujo con éxito en el mercado de Asia Pacífico (principalmente Japón, Hong Kong y Singapur) e inicialmente en algunas partes de Europa. Los consumidores de otras partes del mundo no eligieron ninguno de los formatos, prefiriendo quedarse con casetes compactos analógicos para la grabación de audio en el hogar, y finalmente, actualizarse a los ya asequibles discos de CD grabables y al formato MP3 comprimido con pérdida. La producción de sistemas de MiniDisc y de discos grabables finalmente cesó en 2013.
- Desarrollo del módem: Rockwell X2 contra K56flex. En la carrera por lograr velocidades de módem de línea telefónica más rápidas desde los 9,6 kbit/s estándar en ese momento, muchas empresas desarrollaron formatos patentados como V.32 Turbo (19,2 kbit/s) o TurboPEP (23,0 kbit/s) o V.FAST (28,8 kbit/s), con la esperanza de obtener una ventaja sobre la competencia. Los formatos X2 y K56flex fueron una continuación de esa batalla en curso por el dominio del mercado, hasta que se desarrolló el estándar V.90 en 1999. Durante algún tiempo, los proveedores de servicios en línea necesitaron mantener dos bancos de módems para proporcionar acceso telefónico para ambas tecnologías (consúltese "módem" para obtener una visión más completa).
- Unidades de medios magnéticos extraíbles de capacidad media, con varios formatos incompatibles. En este pequeño mercado competían unidades ópticas de escritura única (que requerían el uso de una funda protectora de plástico) y varias unidades de casete magnéticas de lectura y escritura, más exitosas, pero también incompatibles. Finalmente, prevaleció el formato Iomega Zip, con capacidades de 100 y 250 megabytes, más el sistema bastante menos popular de 750 MB. Sin embargo, estos medios y sus unidades fueron reemplazados rápidamente por el disco compacto grabable CD-R, mucho más lento pero mucho más económico (los primeros modelos usaban un contenedor para asegurar la alineación adecuada y ayudar a proteger el disco). El CD-R tenía la ventaja de ser compatible con los estándares de la industria (el estándar Red Book CD-DA para discos de audio y el estándar Yellow Book CD-ROM para CD de solo lectura de datos), con el formato de grabación de bajo nivel basado en el disco compacto de solo lectura popular y de bajo costo utilizado para audio y datos. Sony intentó establecer sus discos "MD Data" como alternativa, basándose en su trabajo con el MiniDisc, lanzando dos periféricos de computadora: MDH-10 y MDM-111.

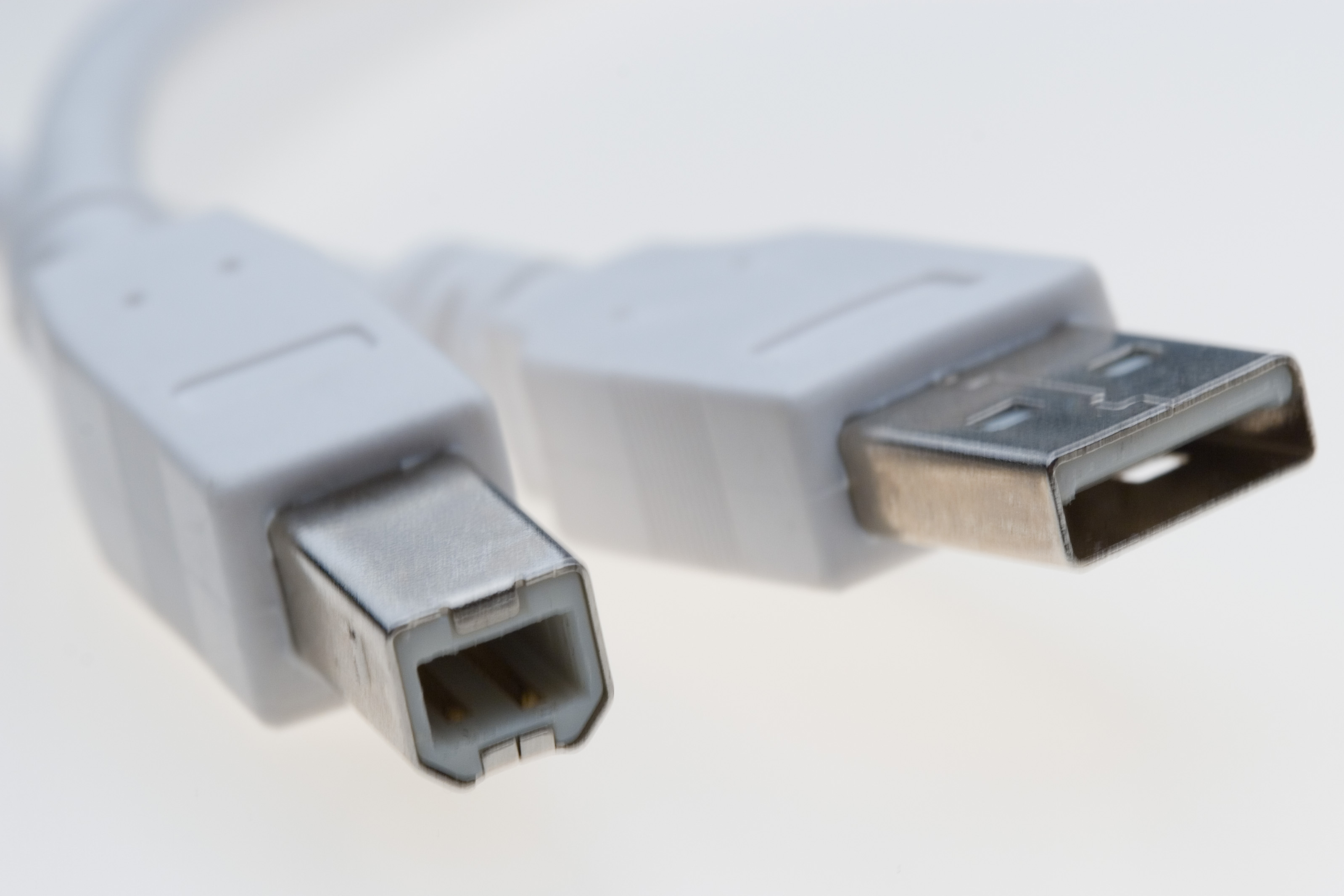
Cable USB

- Protocolos de transferencia de bus externo: IEEE 1394 (FireWire) frente a USB. La proliferación de ambos estándares llevó a la inclusión de adaptadores de hardware redundantes en muchos ordenadores, además de versiones innecesarias de hardware externo. FireWire se ha visto marginado por los dispositivos de medios de alto rendimiento (como los equipos de cámaras de video de alta definición) y el hardware heredado.
- API de gráficos 3D: DirectX frente a OpenGL y frente a Glide API. En la segunda mitad de la década de 1990, a medida que los gráficos 3D se hicieron más comunes y populares, diferentes proveedores promocionaron varios formatos de video. La proliferación de estándares (cada uno con muchas versiones con cambios frecuentes y significativos) llevó a una gran complejidad, redundancia y problemas frustrantes de compatibilidad de hardware y software. Las aplicaciones de gráficos 3D (como los juegos) intentaron admitir una variedad de API con resultados variables, o simplemente admitieron una única API. Además, la complejidad de la canalización de gráficos emergente (adaptador de pantalla -> controlador de adaptador de pantalla -> API de gráficos 3D -> aplicación) condujo a una gran cantidad de incompatibilidades, lo que llevó a un software inestable, de bajo rendimiento o simplemente inoperante. Glide finalmente abandonó la guerra debido a que el único fabricante que lo apoyaba, es decir, 3dfx, cesó la producción de sus tarjetas de video.
- Formatos de disco de video: MMCD frente a SD. A principios de la década de 1990 se estaban desarrollando dos estándares de almacenamiento óptico de alta densidad: uno era el MultiMedia Compact Disc (MMCD), respaldado por Philips y Sony, y el otro era el Super Density disc (SD), compatible con Toshiba, Matsushita y muchos otros. MMCD era opcionalmente de doble capa, mientras que SD era opcionalmente de doble cara. El soporte de los estudios de películas se dividió. Esta guerra de formatos se zanjó antes de que ninguno de los dos saliera al mercado, unificando los dos formatos. Tras la presión de IBM, Philips y Sony abandonaron su formato MMCD y acordaron el formato SD con una modificación basada en la tecnología MMCD, a saber, el EFMPlus. El formato de disco unificado, que incluía opciones de doble capa y de doble cara, se llamó DVD y se introdujo en Japón en 1996 y en el resto del mundo en 1997.

- Más formatos de disco de video: VideoCD frente a DVD. Mientras continuaba la guerra entre el MMCD y el SD, Philips desarrolló su propio formato de video llamado VideoCD. Si bien el formato fracasó rápidamente en los EE. UU., en Europa y Japón la batalla se libró ferozmente, ya que el menor costo de producción del VideoCD (y por lo tanto el precio de venta) frente a la calidad audiovisual superior y la experiencia multimedia del DVD resultó en un mercado dividido, con un sector prefiriendo medios baratos sin importar su menor calidad y riqueza multimedia; mientras que el otro estaba dispuesto a pagar algo más por la mejor experiencia que ofrecía el DVD. La batalla fue resuelta por la industria del cine, que rápidamente se negó a emitir más discos VCD una vez que las grabadoras de CD estuvieron disponibles. A diferencia del DVD, el formato VCD no tenía ningún mecanismo de protección de copia.
- Formatos de video digital: DVD frente a DIVX (no confundir con DivX). DIVX era un plan de alquiler, en el que el consumidor final compraba un disco de 2 a 3 dólares similar al DVD, pero solo podía ver el disco durante 48 horas después del primer uso. Cada visión posterior requeriría una conexión telefónica para comprar otro período de alquiler de 2 o 3 dólares. Varios estudios de Hollywood (Disney, 20th Century-Fox y Paramount Pictures) lanzaron inicialmente sus películas exclusivamente en formato DIVX.[16] Sin embargo, los servicios de alquiler de videos encontraron más atractivo el DVD de usos múltiples y los videófilos que coleccionaron películas rechazaron la idea de un disco de pago por visión.

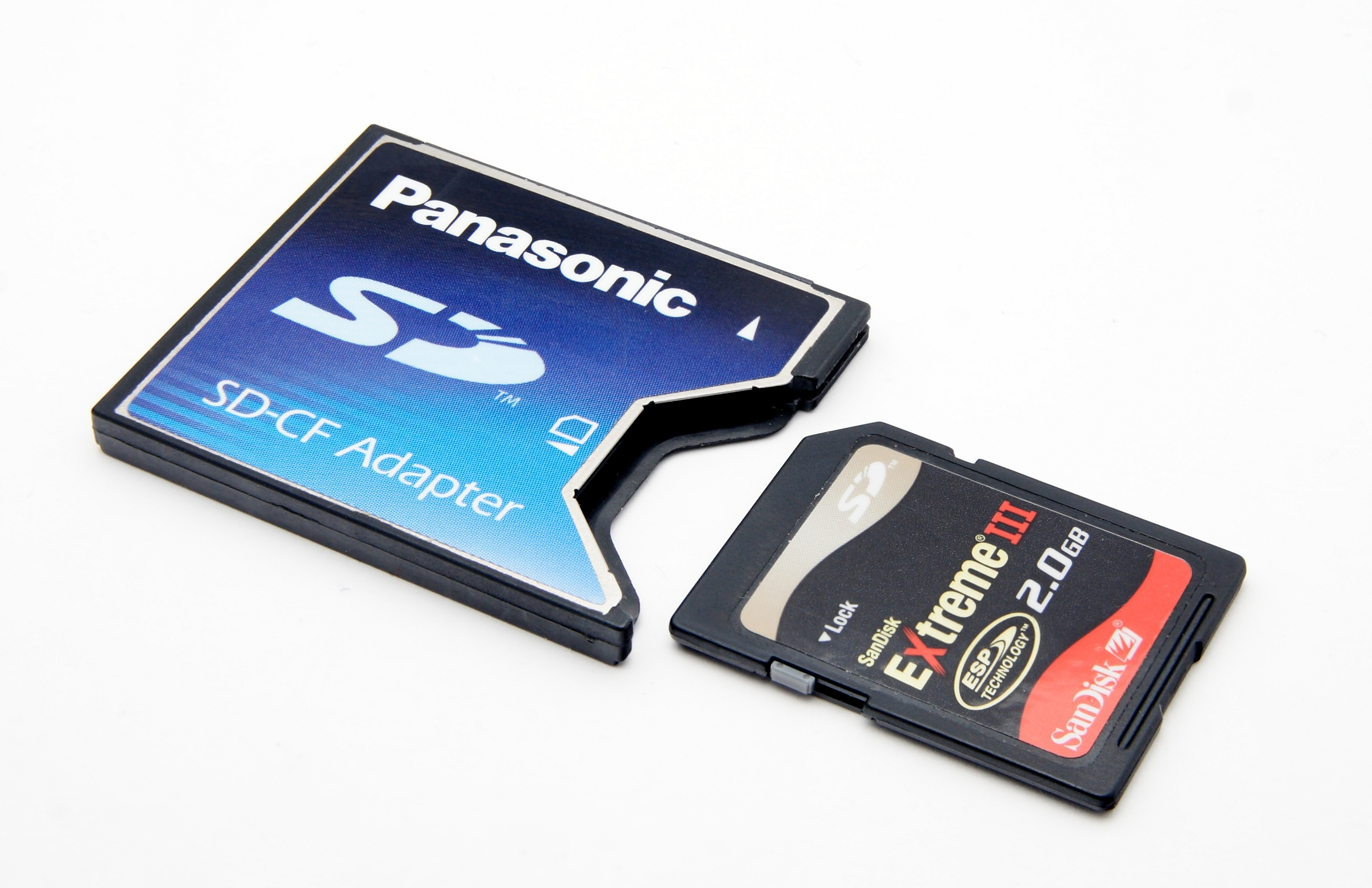
Adaptador de SD a CF (I)

- Tarjetas de memoria, con varios desarrollos: CompactFlash frente a Memory Stick, frente a MultiMediaCard (MMC), frente a Tarjeta Secure Digital (SD), frente a SmartMedia, y frente a Miniature Card.[17] La guerra de formatos se volvió aún más confusa con la introducción de la tarjeta xD-Picture Card, la tarjeta XQD y la CFast en la década siguiente. Esta batalla se complicó por la existencia de múltiples variantes de los distintos formatos. Algunos de estos, como miniSD/microSD, son compatibles con sus formatos principales, mientras que los Memory Stick posteriores rompen la compatibilidad con el formato original. Después de que se introdujera SD en 1999, finalmente ganó la guerra a principios de la década de 2000,[18] cuando empresas que habían admitido exclusivamente otros formatos en el pasado, como Fujifilm, Olympus y Sony, comenzaron a utilizar tarjetas SD en sus productos. Las ranuras CF continuaron siendo las preferidas para las cámaras de gama alta, pero hay adaptadores para tarjetas SD que se pueden usar en ellas.

Comparación de distintos formatos de discos digitales

- Discos de audio digital de alta fidelidad: DVD-Audio frente a SACD . Estos discos ofrecían todas las ventajas de un CD, pero con una calidad de audio superior. Los reproductores y los discos eran compatibles a la inversa (los nuevos reproductores de alta fidelidad podían reproducir la mayoría de formatos de disco óptico de 12 cm), pero escuchar los formatos más nuevos requiere una actualización de hardware. SACD fue aclamado por los comercializadores de Sony por ofrecer una calidad técnica ligeramente mejor a través de su nuevo sistema PDM "bitstream" y una mayor cantidad de títulos SACD disponibles. Sin embargo, los dos formatos continúan coexistiendo debido a los reproductores "híbridos" que reproducen ambos formatos con la misma facilidad. Ni DVD-Audio ni SACD ganaron un porcentaje significativo del mercado de audio grabado. Una razón importante fue la preferencia del público por los formatos comprimidos con pérdida fáciles de transportar, como MP3 y AAC. En 2013, las compañías de música lideradas por Universal Music Group lanzaron discos Blu-ray con audio PCM de alta resolución, bajo la marca High Fidelity Pure Audio, como formato alternativo con los mismos objetivos.
- Entradas de video auxiliares de televisión: video compuesto contra S-Video. Las entradas de video compuesto tenían un soporte más generalizado, ya que usaban el ubicuo conector RCA, que antes se usaba solo con dispositivos de audio, pero S-video usaba un conector DIN de 4 pines exclusivamente para el bus de video.
- Estándares de comunicación inalámbrica: a finales de la década de 1990, los defensores de Bluetooth (como Sony-Ericsson) y WiFi compitieron para obtener apoyo para posicionar uno de estos estándares como el protocolo de comunicación inalámbrica de computadora a computadora de facto. Esta competencia terminó alrededor del año 2000 con WiFi como el ganador indiscutible (en gran parte debido a un lanzamiento muy lento de los productos de red Bluetooth). Sin embargo, a principios de la década de 2000, Bluetooth se reutilizó como un estándar de comunicación inalámbrica de dispositivo a computadora, y ha tenido éxito en este sentido. Las computadoras de hoy en día a menudo cuentan con equipos separados para ambos tipos de comunicación inalámbrica, aunque Wireless USB está ganando impulso lentamente para convertirse en un competidor de Bluetooth.
- Formatos de imagen de disco para capturar versiones digitales de medios informáticos extraíbles (en particular, CD-ROM y DVD-ROM): ISO; CUE/BIN; NRG; MDS; DAA y otros. Aunque los detalles de la captura de imágenes son complejos (por ejemplo, las rarezas de varias tecnologías de protección de copia aplicadas a medios extraíbles), los formatos de imagen han proliferado sin razón, principalmente porque a los productores de software de creación de imágenes les gusta crear un nuevo formato con propiedades promocionadas para reforzar su cuota de mercado.
- Formatos de transmisión de medios: AVI, QuickTime (MOV), Windows Media (WMV), RealMedia (RA), Liquid Audio, MPEG, DivX, XviD y una gran cantidad de otros formatos de transmisión de medios surgieron, particularmente durante el auge de Internet de finales de la década de 1990. El enorme número de formatos es muy redundante y conduce a una gran cantidad de incompatibilidades de software y hardware (por ejemplo, numerosos sistemas de renderización competidores se instalan típicamente en navegadores web y reproductores de video portátiles).

## 2000

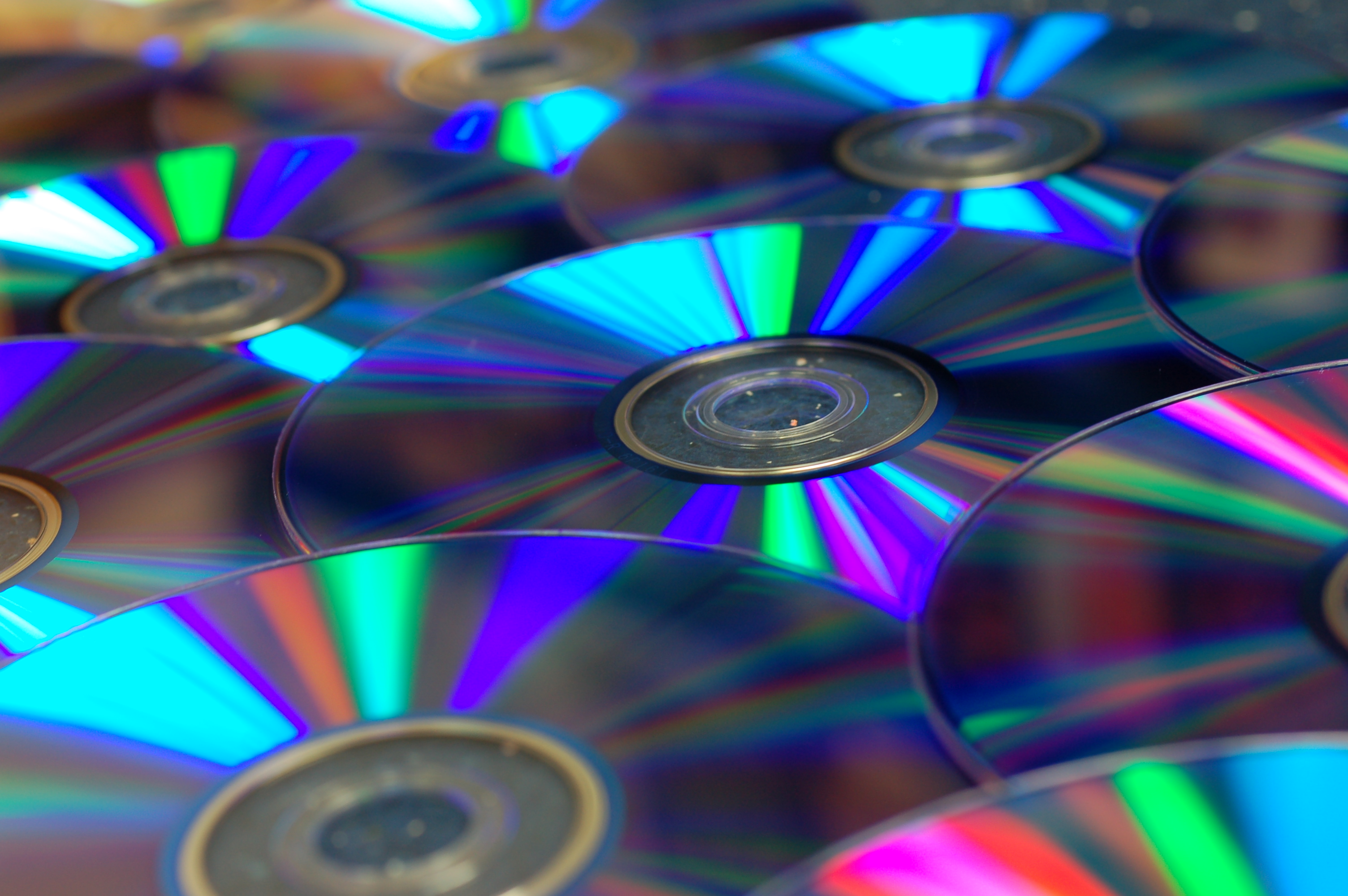
Discos DVR-R

- Formatos de DVD grabables: DVD+R contra DVD-R y DVD-RAM. El DVD-RAM se ha relegado en gran medida a un reducido nicho de mercado, pero los otros dos formatos de DVD grabables siguen estando disponibles. Dado que prácticamente todas las unidades de DVD basadas en PC y la mayoría de los nuevos grabadores de DVD admiten ambos formatos (designados como grabadores de DVD ± R), la "guerra" es efectivamente discutible.
- Formatos de compresión de datos de audio digital: MP3; Ogg Vorbis; MPEG4 Advanced Audio Coding; HE-AAC AACplus; códecs de Windows Media Audio; y Free Lossless Audio Codec (FLAC). Cada formato ha encontrado su propio nicho - MPEG1 audio layer 3, abreviado MP3, fue desarrollado para la codificación de audio del DVD y sigue siendo un estándar de facto para la codificación de audio. Posteriormente se desarrolló una técnica de compresión técnicamente mejor, MPEG4 (más comúnmente conocida como AAC) y se ganó el favor de la mayoría de los distribuidores de música comerciales. La adición de Spectral Band Replication (AACplus o HE-AAC) permite que el formato recree componentes armónicos de alta frecuencia que faltan en otra música comprimida. Vorbis es el más utilizado por los desarrolladores de juegos que necesitan un audio de alta calidad, no quieren pagar las tarifas de licencia adjuntas a otros códecs y no necesitan compatibilidad existente y reconocimiento de nombre de MP3. Flac, un formato sin pérdidas, surgió más tarde y ha sido aceptado por los audiófilos. La protesta de los consumidores contra la incompatibilidad del software ha llevado a los fabricantes de reproductores de música portátiles como Apple y Creative a admitir múltiples formatos.

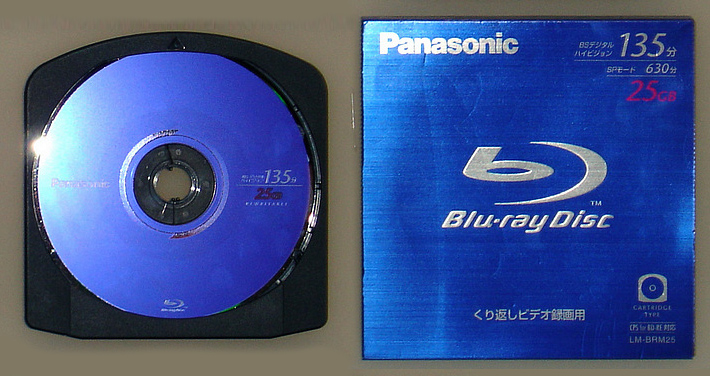
Discos Blu-ray

- Formatos de disco óptico de alta definición: Blu-ray frente a Disc HD DVD. Se desarrollaron varios formatos de disco destinados a mejorar el rendimiento del DVD, incluidos Blu-ray de Sony y HD DVD de Toshiba, así como HVD, FVD y VMD. El primer reproductor de HD-DVD se lanzó en marzo de 2006, seguido rápidamente por un reproductor de Blu-ray en junio de 2006. Además de los reproductores independientes de video domésticos para cada formato, la consola de videojuegos PlayStation 3 de Sony ofrece un reproductor de Blu-ray Disc y sus juegos también usan ese formato.[19] La guerra de formatos se resolvió en gran medida a favor del Blu-ray, después de que el estudio de películas más grande que admitía HD DVD, Warner Bros., decidió abandonar la publicación de películas en HD-DVD en enero de 2008.[20] Poco después, varios de los principales servicios de alquiler y minoristas de América del Norte, como Netflix, Best Buy o Walmart y fabricantes de discos como CMC Magnetics, Ritek, Anwell y otros, anunciaron el soporte exclusivo para productos Blu-ray, poniendo fin a la guerra de formatos.
- Tecnología de red de banda ultra ancha. A principios de 2006, un grupo de trabajo de estándares IEEE se disolvió porque dos facciones no pudieron ponerse de acuerdo sobre un estándar único para un sucesor de Wi-Fi (WiMedia Alliance, IEEE 802.15, WirelessHD).
- Enchufes en automóviles para cargar dispositivos móviles: Se han usado receptáculos para encendedores de cigarros a 12 voltios y USB de 5 voltios. El sistema de 5 voltios derivó de buses de datos de PC, mientras que el sistema de 12 voltios derivó del sistema eléctrico del automóvil. La popularidad de los adaptadores de encendedor de cigarros a USB para cargar teléfonos celulares es lo que llevó a este movimiento, y los automóviles posteriores fueron equipados con ambos (a veces con USB en la placa frontal de la radio del automóvil).

## 2010

Logo del formato abierto de video Theora

- Video digital: H.264 y H.265 (estándares patentados que requieren pagos de derechos) frente a alternativas libres de regalías como VP8, VP9 y Theora, que intentan evitar la infracción de patentes.
- WiMAX de banda ancha inalámbrica 4G frente a LTE Advanced.
- Comunicación por línea eléctrica como alternativa a Wi-Fi o Ethernet por cable para propósitos de redes domésticas de banda ancha (LAN): IEEE 1901, con la marca HomePlug AV/AV2 y comercializado por marcas de hardware de red como Devolo, D-Link, TP-Link y Zyxel, frente al estándar de ITU más reciente, pero similar G.hn, promovido por algunos de los principales ISP y fabricantes de hardware que forman parte de la asociación comercial HomeGrid Forum.
- Cine de gran formato premium (PLF): IMAX; Dolby Cinema; Barco Escape; China Film Giant Screen; RPX; Extra Experience; y UltraAVX.
- Auriculares de realidad virtual: Oculus Rift usando la API OVR de Oculus frente a SteamVR de HTC Vive.
- Estándar de carga inalámbrica: Qi de Wireless Power Consortium frente a WiPower de The Alliance for Wireless Power
- API de complemento de navegador web: NPAPI frente a PPAPI, defendido por Google, que anunció que dejaría de admitir NPAPI de Chrome el 1 de septiembre de 2015.
- Sistema de carga combinado frente a métodos de carga rápida CHAdeMO para vehículos eléctricos a batería.[21]
- La Recomendación UIT-R BT.2020 había definido 10 bits para cada canal de color para el futuro UHDTV 8K en 2012. Dolby desarrolló una extensión para Dolby Cinema en 2014, donde el nuevo formato Dolby Vision tiene una profundidad de color de 12 bits por canal. Dolby Vision no está libre de derechos, por lo que Samsung desarrolló un formato HDR10+ alternativo para video HDR en 2017. Su rival LG es compatible con Dolby Vision. Con la amplia disponibilidad de la televisión HDR durante 2018, se puede ver que los productos compatibles con Dolby Vision también permiten HDR10+ como entrada.